# Костёл визиток (Варшава)
Костёл визиток (пол. Kościół Wizytek), или костёл Святого Иосифа Обручника (пол. Kościół Św. Józefa Oblubieńca) — церковь в архиепархии Варшавы Римско-католической церкви в столице Польши. Храм расположен в историческом центре Варшавы в Краковском предместье. Это самая известная церковь города с фасадом в стиле рококо.

## История
Луиза Мария Гонзага де Невер, в замужестве — королева Польши, привезла с собой из Франции монахинь-визитанток, для которых в 1651 году построила в Варшаве небольшие деревянные церковь и монастырь. Оба строения были сожжены протестантами-шведами во время оккупации Варшавы в 1656 году.
Строительство новых каменных монастыря и церкви в честь Святого Иосифа Обручника было начато в 1664 году по благословению примаса Польши, Вацлава Лещинского. В 1695 году недостроенная церковь сгорела при пожаре. Снова храм начали восстанавливать только в 1728 году на средства великой гетманши Эльжбеты Элены Сенявской по плану архитектора Кароля Антона Бая. В 1734 году работы были приостановлены из-за отсутствия средств, но через несколько лет при поддержке Марии Софии Чарторыйской и других доноров строительство церкви продолжилось. В 1754 году обрушилась крыша храма. Основные строительные работы продолжались с 1754 по 1761 год. Автором нового фасада и большого алтаря стал архитектор Эфраим Шрёгер. Скульптуры на фасаде и кафедра в церкви были выполнены Иоганном Георгом Плершем.
15 августа 1761 года в храме прошло первое богослужение, 20 сентября он был освящён Юзефом Анджеем Залуским, епископом Киевским. Небольшой ремонт сводов был проведён в 1765 году. Церковь сохранилась до наших дней в неизменном состоянии, поменяв только некоторые элементы в интерьере. В 1909 году старый орган был заменён на новый. Это одна из немногих достопримечательностей Варшавы не разрушенных во время Второй мировой войны.
В 1825—1826 годах, будучи студентом Варшавского лицея, великий польский композитор Фридерик Шопен играл на органе в церкви во время воскресных богослужений. С 1960 года и до своей отставки настоятелем храма был священник и поэт, Ян Твардовский. В притворе церкви стоит статуя кардинала Стефана Вышинского, служившего в храме примаса Польши с 1948 по 1981 год.

## Описание

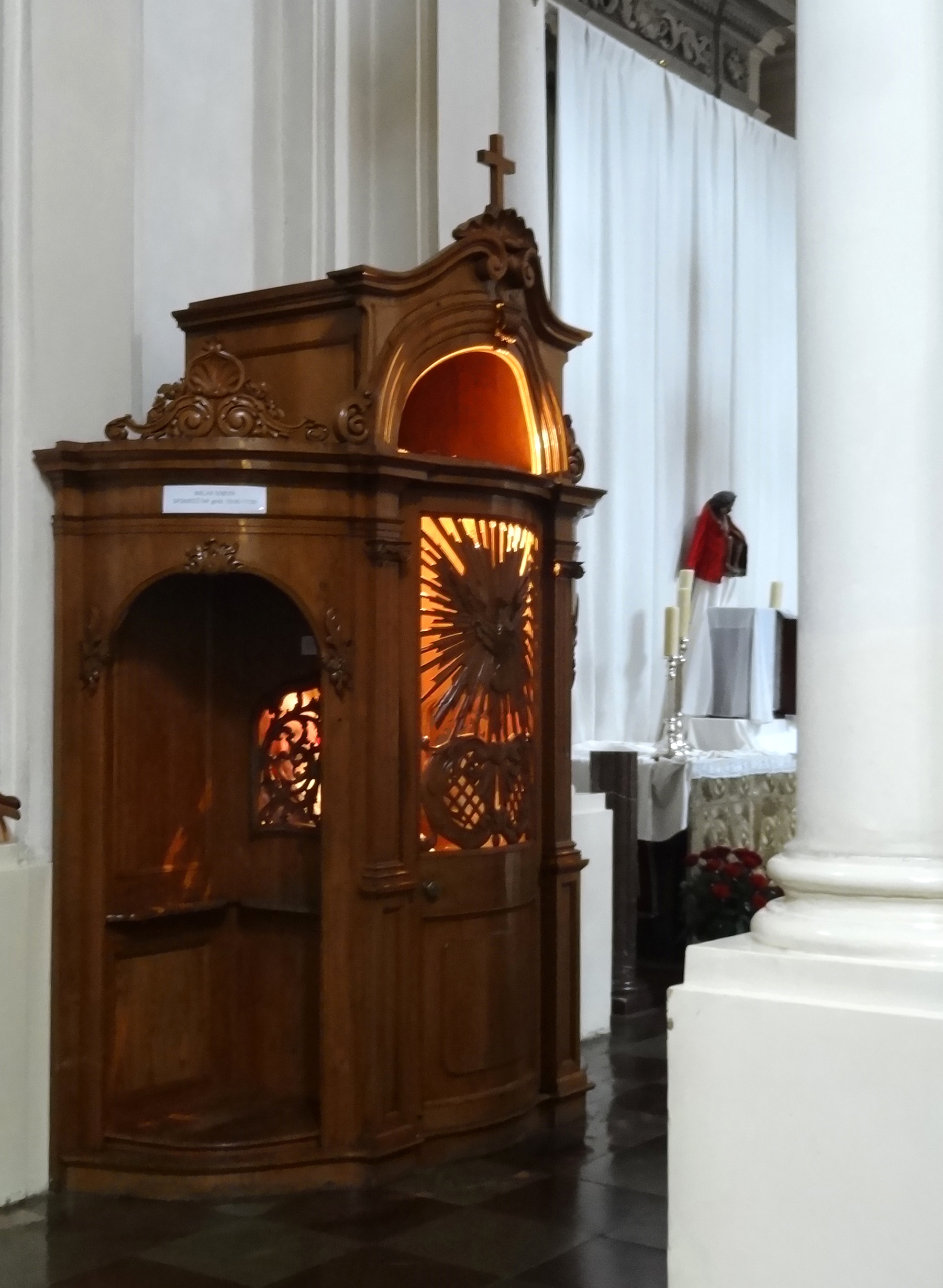
Деревянная исповедальня в великую субботу с включенным светом, сигнализирующим о том, что священник внутри готов слушать исповеди

Фасад церкви выполнен в стиле рококо и позднего барокко, разделён колоннами по вертикали и сломанным карнизом по горизонтали, украшен скульптурами. Его нижняя часть, вероятно, принадлежит Каролю Антону Баю или Гаэтано Кьявери. Авторство верхней части приписывается Эфраиму Шрёгеру или Джакомо Фонтана. Над порталом герб Ордена Посещения Пресвятой Девы Марии — сердце пронзенное стрелами и  увенчанное крестом.
Храм имеет один неф с главным алтарём и шесть боковых капелл в стиле барокко и рококо. Завершается неф уникальным амвоном в форме лодки со сводами и люнетами над алтарём. Над колоннами очень широкий антаблемент, богато украшенный карниз и своды аркад. В интерьере церкви много старинных скульптур и картин польских, итальянских и французских живописцев, а также скиния XVII века из чёрного дерева и серебра — подарок основательницы храма Марии Луизы Гонзага де Невер, королевы Польши.